# 荷湖乡
荷湖乡，是中华人民共和国江西省宜春市丰城市下辖的一个乡镇级行政单位。

## 行政区划
荷湖乡下辖以下地区：
荷湖社区、新泽村、八一村、夏梅村、山背村、楼前村、车草村、南江村、康庄村、教堂村、坪坑村、杜家村、希望村、高峰村和上岩村。